# 托拉塔區
17°04′36″S 70°50′39″W / 17.0766°S 70.8443°W
托拉塔區（西班牙語：Distrito de Torata），是秘魯的一個區，位於該國南部莫克瓜大區的涅托元帥省，面積1,793.4平方公里，海拔高度2,195米，2007年人口6,591，人口密度每平方公里3.7人。